# أجاي سينغ (سياسي)
أجاي سينغ (بالإنجليزية: Ajay Singh)‏ هو سياسي هندي، ولد في 1974 في الهند. حزبياً، نشط في المؤتمر الوطني الهندي. وقد انتخب Member of the Karnataka Legislative Assembly ‏.